# CARIFTA Games 2013
42. CARIFTA Games – międzynarodowe zawody lekkoatletyczne dla sportowców z krajów-członków Karaibskiego Stowarzyszenia Wolnego Handlu (CARIFTA), które odbyły się od 29 marca do 1 kwietnia 2013 w Nassau na Bahamach. Areną zmagań lekkoatletów był Thomas Robinson Stadium. 
Sportowcy rywalizowali w dwóch kategoriach wiekowych – juniorów (17, 18 i 19 lat) oraz kadetów (do 17 lat). 
Podczas imprezy postanowiono, że kolejna edycja zawodów – zaplanowana na rok 2014 – odbędzie się w stolicy Martyniki Fort-de-France.

## Rezultaty

### Juniorzy

#### Mężczyźni
| Konkurencja:               | 1. miejsce                                                                | Rezultat  | 2. miejsce                                                                               | Rezultat  | 3. miejsce                                                                      | Rezultat  |
| Bieg na 100 m              | Zharnel Hughes                                                            | 10,44     | Jazeel Murphy                                                                            | 10,48     | Tahir Walsh                                                                     | 10,49     |
| Bieg na 200 m              | Teray Smith                                                               | 20,58w    | Jevaughn Minzie                                                                          | 20,64w    | Jereem Richards                                                                 | 21,69w    |
| Bieg na 400 m              | Machel Cedenio                                                            | 45,93     | Jovan Francis                                                                            | 46,00     | Stephen Newbold                                                                 | 46,01NJR  |
| Bieg na 800 m              | Mark London                                                               | 1:51,34   | Andre Colebrooke                                                                         | 1:51,43   | Marbeq Edgar                                                                    | 1:51,74   |
| Bieg na 1500 m             | Mark London                                                               | 4:01,07   | Edgar Marbeg                                                                             | 4:01,75   | Chadoye Dawson                                                                  | 4:04,14   |
| Bieg na 5000 m             | Akeem Matshall                                                            | 16:49,96  | Clifton Betje                                                                            | 16:55,00  | Juma Mouchette                                                                  | 16:59,09  |
| Bieg na 110 m przez płotki | Wilhem Belocian                                                           | 13,49     | Omar McLeod                                                                              | 13,57     | Rueben Walterst                                                                 | 13,66     |
| Bieg na 400 m przez płotki | Omar McLeod                                                               | 51,46     | Kion Joseph                                                                              | 51,94     | Rueben Walterst                                                                 | 52,31     |
| Sztafeta 4 × 100 m         | Jamajka · Jevaughn Minzie · Jazeel Murphy · Tyler Mason · Odail Todd      | 39,92     | Trynidad i Tobago · Breon Munnings · Ayodelle Taffe · Jereem Richards · John Constantine | 40,36     |                                                                                 |           |
| Sztafeta 4 × 400 m         | Jamajka · Lennox Williams · Omar McLeod · Jevaughn Minzie · Javon Francis | 3:05,68   | Trynidad i Tobago · Asa Guevara · Jereem Richards · Theon Lewis · Machel Cedenio         | 3:06,23   | Bahamy · James Williams · Janeko Cartwright · Stephen Newbold · Andre Colebrook | 3:07,44   |
| Skok w dal                 | Laquan Nairn                                                              | 7,40      | Clive Pullen                                                                             | 7,38w     | Kevin Philbert                                                                  | 7,36      |
| Trójskok                   | Clive Pullen                                                              | 15,44     | Charles Greaves                                                                          | 15,26     | Akeel Edwards                                                                   | 14,99     |
| Skok wzwyż                 | Christoff Bryan                                                           | 2,14      | Laquan Nairn                                                                             | 2,11      | Demar Robinson                                                                  | 2,11      |
| Pchnięcie kulą             | Hezekiel Romeo                                                            | 18,66     | Chadrick Dacosta                                                                         | 18,52     | Eldred Henry                                                                    | 18,01     |
| Rzut dyskiem               | Fedrick Dacres                                                            | 61,27     | Chadrick Dacosta                                                                         | 55,61     | Eldred Henry                                                                    | 52,06     |
| Rzut oszczepem             | Alexander Pascal                                                          | 67,50     | Janeil Craigg                                                                            | 63,36     | Adrian Williams                                                                 | 63,22     |
| Siedmiobój                 | Desmond Major                                                             | 4707 pkt. | Adrian Riley                                                                             | 4665 pkt. | Charles Sealy                                                                   | 4611 pkt. |

#### Kobiety
| Konkurencja:               | 1. miejsce                                                                       | Rezultat  | 2. miejsce                                                                    | Rezultat  | 3. miejsce                                                                          | Rezultat  |
| Bieg na 100 m              | Devynne Charlton                                                                 | 11,60     | Carmiesha Cox                                                                 | 11,51     | Monique Spencer                                                                     | 11,64     |
| Bieg na 200 m              | Shaunae Miller                                                                   | 22,77WL   | Shericka Jackson                                                              | 22,84     | Carmiesha Cox                                                                       | 23,66     |
| Bieg na 400 m              | Shaunae Miller                                                                   | 51,63     | Chris-Ann Gordon                                                              | 53,22     | Kadecia Baird                                                                       | 54,28     |
| Bieg na 800 m              | Simoya Campbell                                                                  | 2:06,22   | Sonia Gaskin                                                                  | 2:06,84   | Titania Markland                                                                    | 2:09,74   |
| Bieg na 1500 m             | Jevina Straker                                                                   | 4:43,27   | Vaness Philbert                                                               | 4:47,97   | Lisa Buchanan                                                                       | 4:52,21   |
| Bieg na 100 m przez płotki | Megan Simmonds                                                                   | 13,89w    | Akela Jones                                                                   | 14,10w    | Devynne Charlton                                                                    | 14,25w    |
| Bieg na 400 m przez płotki | Kimone Green                                                                     | 59,61     | Tatiana Wolfe                                                                 | 1:00,65   | Tia-Adana Belle                                                                     | 1:01,36   |
| Sztafeta 4 × 100 m         | Bahamy · Devynne Charlton · Carmiesha Cox · Shaunae Miller · Keianna Albury      | 44,77     | Barbados · Shakera Hall · Akela Jones · Ariel Jackson · Shavonne Husbands     | 45,67     | Trynidad i Tobago · Aaliyah Telesford · Lisa Wickham · Peli Alzola · Kayelle Clarke | 45,71     |
| Sztafeta 4 × 400 m         | Jamajka · Yanique McNeil · Simoya Campbell · Shericka Jackson · Chris-Ann Gordon | 3:34,36   | Barbados · Tia-Adana Belle · Sonia Gaskin · Shavonne Husbands · Ariel Jackson | 3:41,89   | Bahamy · Juannae Lewis · Kadeisha Hield · Pedrya Seymour · Racheal Brown            | 3:45,95   |
| Skok w dal                 | Akela Jones                                                                      | 6,19      | Tamara Moncrieffe                                                             | 6,01      | Claudette Allen                                                                     | 5,97      |
| Trójskok                   | Shardia Lawrence                                                                 | 12,99     | Tamara Moncrieffe                                                             | 12,95     | Thea Lafond                                                                         | 12,68     |
| Skok wzwyż                 | Jeanelle Scheper                                                                 | 1,87NJR   | Akela Jones                                                                   | 1,80      | Thea Lafond                                                                         | 1,80      |
| Pchnięcie kulą             | Gavarin Christine                                                                | 13,04     | Gleneve Grange                                                                | 13,02     | Trevia Gumbs                                                                        | 12,59     |
| Rzut dyskiem               | Gleneve Granqe                                                                   | 47,95     | Rochelle Frazer                                                               | 42,33     | Shaunna Downey                                                                      | 41,95     |
| Rzut oszczepem             | Sandrine Mezen                                                                   | 43,97     | Tynelle Gumbs                                                                 | 35,74     | Charissa Douglas                                                                    | 35,67     |
| Pięciobój                  | Gleneve Grange                                                                   | 3628 pkt. | Miquel Roach                                                                  | 3318 pkt. | Chelsey Linton                                                                      | 3151 pkt. |

### Kadeci
| Konkurencja:                     | 1. miejsce                                                                  | Rezultat |
| Bieg na 100 m                    | Mario Burke                                                                 | 10,61    |
| Bieg na 200 m (Wiatr: +2,2 m/s.) | Martin Manley                                                               | 21,35    |
| Bieg na 400 m                    | Martin Manley                                                               | 47,72    |
| Bieg na 800 m                    | Shevon Parks                                                                | 1:58,62  |
| Bieg na 1500 m                   | Jauavney James                                                              | 4:06,63  |
| Bieg na 3000 m                   | Jauavney James                                                              | 9:26,45  |
| Bieg na 110 m przez płotki       | Jaheel Hyde                                                                 | 13,86    |
| Bieg na 400 m przez płotki       | Rivaldo Leacock                                                             | 53,11    |
| Sztafeta 4 x 100 m               | Jamajka · Roje Jackson-Chin · Jelani Walker · Jaheel Hyde · Raheem Chambers | 41,38    |
| Sztafeta 4 x 400 m               | Bahamy · Henri Deluze · Tyler Bowe · Kinard Rolle · Mikhail Bethel          | 3:16,12  |
| Skok wzwyż                       | Miguel Van Assen                                                            | 2,03     |
| Skok w dal                       | Andwuelle Wright                                                            | 7,29     |
| Trójskok                         | Miguel Van Assen                                                            | 15,19    |
| Pchnięcie kulą                   | Warren Barrett                                                              | 16,88    |
| Rzut dyskiem                     | Vashon McCarthy                                                             | 48,37    |
| Rzut oszczepem                   | Anderson Peters                                                             | 64,01    |

| Konkurencja:                     | 1. miejsce                                                                    | Rezultat |
| Bieg na 100 m                    | Natalliah Whyte                                                               | 11,88    |
| Bieg na 200 m (Wiatr: +2,1 m/s.) | Natalliah Whyte                                                               | 23,65    |
| Bieg na 400 m                    | Tiffany James                                                                 | 55,13    |
| Bieg na 800 m                    | Faheemah Kyrah Scraders                                                       | 2:11,62  |
| Bieg na 1500 m                   | Cassey George                                                                 | 4:36,67  |
| Bieg na 110 m przez płotki       | Rushelle Burton                                                               | 13,96    |
| Bieg na 300 m przez płotki       | Jemenise Parris                                                               | 43,24    |
| Sztafeta 4 x 100 m               | Jamajka · Janeek Brown · Natalliah Whyte · Safiyah Thompson · Rushelle Burton | 45,62    |
| Sztafeta 4 x 400 m               | Jamajka · Shannon Kalawan · Tiffany James · Patrice Moody · Asshanni Robb     | 3:44,13  |
| Skok wzwyż                       | Britny Kerr                                                                   | 1,68     |
| Skok w dal                       | Jalisa Burrowes                                                               | 5,77     |
| Trójskok                         | Yanis David                                                                   | 12,52w   |
| Pchnięcie kulą                   | Chelsea James                                                                 | 14,48    |
| Rzut dyskiem                     | Shanice Love                                                                  | 40,16    |
| Rzut oszczepem                   | Shanee Angol                                                                  | 43,89    |